# 테르미도르파
테르미도르 공회(프랑스어: Convention thermidorienne), 테르미도르파(프랑스어: Thermidoriens)는 프랑스 혁명 당시의 정파다.
1794년 산악파의 막시밀리앵 드 로베스피에르를 몰아내는 쿠데타(테르미도르의 반동)를 일으킨 주동세력(폴 바라스, 장랑베르 탈리앵, 조제프 푸셰)가 주축이 된 정파다. 테르미도르 반동을 지지한 정파는 다음과 같았다.
- 평원파: 에마뉘엘 조제프 시에예스, 장 자크 레기스 드 캉바세레 드 파름 공작, 프랑수아앙투안 부아시 당글라 백작
- 반로베스피에르 산악파: 장랑베르 탈리앵, 장자티스트 카르예
- 공안위원들: 폴 바라스, 베르트랑 바레르 드 비외작, 라자르 카르노, 마르크기욤 알렉시 바디에, 장피에르앙드레 아마르, 장마리 콜로데르부아

로베스피에르 및 생쥐스트를 비롯한 추종자들을 숙청한 테르미도르파는 국민공회에서 다수파가 되었고, 1795년 새 헌법을 제정한다. 이 개헌으로 국민공회는 해산되고 총재정부가 설립되었다. 테르미도르파는 공화주의자 부르주아지 집단이었으며, 신헌법이 그러하듯 이들 역시 사회적으로는 보수적이고 경제적으로는 자유주의적이었다.
1795년 프랑스 총재선거 때 테르미도르파는 750석 중 242석으로 오백인회(하원) 다수파가 되었고, 1798년 선거에서는 807석 중 387석을 차지한다. 하지만 이듬해 브뤼메르 18일 쿠데타가 일어나 나폴레옹 보나파르트가 총재정부를 폐지하면서 테르미도르파를 비롯한 총재정부의 제정파는 한꺼번에 해산되었다.